# Arahnologie
Arahnologia este o ramură a zoologiei, care studiază gurpurile de artropode ce fac parte din clasa arahnide: păianjenii, scorpionii, opilonii, solifugele, căpușele. În arahnologie se disting 2 ramuri mari: Araneologie – studiată păianjenii și Acarologia – studiază acarienii.

Cuvântul arahnologie provine din limba greacă: αράχνη (arachne) - păianjen și λογία (logia) - știință. 

## Domeniul de cercetare
Una din funcțiile principale ale arahnologie este clasificarea arahnidelor, denumirea speciilor și determinare relațiile lor taxonomice cu alte arahnide. Arahnologia cercetează și modul de interacțiune dintre reprezentanții aceleiași specii, dintre specie și mediu, comportamentul, distribuirea geografică. Arahnologii studiază anatomia sau fiziologia arahnidelor, veninul păianjenilor și scorpionilor, inclusiv impactul păianjeni în ecosistemele agricole și dacă ei pot fi utilizați ca reglatori biologici ai dăunătorilor.

## Societăți arahnologice
Scopul societăților științifice arahnologice este de a încuraja schimbul de idei dintre arahnologi, de a organiza întâlniri și congrese, precum și publicarea unor reviste academice. Unele sunt, de asemenea, implicate în programe de informare a populației cu privire la noile descoperiri.
Societăți arahnologice:
- American Arachnological Society (AAS)
- Arachnologische Gesellschaft e.V. (AraGes)  Arhivat în 14 iunie 2012, la Wayback Machine.
- Australasian Arachnological Society  Arhivat în 29 aprilie 2009, la Wayback Machine.
- British Arachnological Society (BAS)
- Eurasian Arachnological Society
- European Arachnological Society (ESA)
- International Society of Arachnology (ISA)
- Acarological Society of America  Arhivat în 31 august 2009, la Wayback Machine.
- European Association of Acarologists  Arhivat în 21 septembrie 2010, la Wayback Machine.
- Systematic & Applied Acarology Society
- Arachnological Society of Japan  Arhivat în 6 august 2011, la Wayback Machine.
- Belgische Arachnologische Vereniging/Société Arachnologique de Belgique (AraBel)
- Czech Arachnological Society  Arhivat în 8 februarie 2009, la Wayback Machine.
- International Society of Arachnology
- Grupo Ibérico de Aracnología-Sociedad Entomológica Aragonesa (GIA)  Arhivat în 16 iunie 2012, la Wayback Machine.
- Turkish Arachnological Society  Arhivat în 2 mai 2010, la Wayback Machine.

## Congrese
Internaționale:
- 1st Interantional Congress of Arachnology a avut loc în Bonn (RFG) în 1960, «I Treffen europäischer Arachnologen» (German Zoological Society meeting in Bonn, Germany)
- În anul 1968 a avut loc congresul mondial al arahnologilor cu genericul: «IV International Congress of Arachnology» (8-13 aprilie, Muséum National d’Histoire Naturelle, Paris, Franța)
- 14th Interantional Congress of Arachnology and 22nd annual meeting of the American Arachnological Society (27 iunie — 3 iulie 1998, Chicago, SUA)
- 16th International Congress of Arachnology (2-7 august 2004, Gent University, Gent, Belgia)
- 17th International Congress of Arachnology (5-11 august 2007, Hotel Fazenda Colina Verde, São Pedro, Brazilia)
- 18th International Congress of Arachnology (11-17 July 2010, Siedlce, Polonia)[1]

Europene:
- 1st European Colloquium of Arachnology (25-27 mai 1972, Strasburg, Franța)
- 2nd European Colloquium of Arachnology (1-3 iunie 1973, Montpellier, Franța)  Arhivat în 11 octombrie 2008, la Wayback Machine.
- 3rd European Colloquium of Arachnology (20-22 septembrie 1976, Les Eyzies, Franța)  Arhivat în 11 octombrie 2008, la Wayback Machine.
- 4th European Colloquium of Arachnology (13-15 septembrie 1978, Avignon, Franța)  Arhivat în 11 octombrie 2008, la Wayback Machine.
- 5th European Colloquium of Arachnology (4-6 septembrie 1979, Barcelona, Spania)  Arhivat în 11 octombrie 2008, la Wayback Machine.
- 6th European Colloquium of Arachnology (28 august — 1 septembrie 1981, Modena, Italia)
- 7th European Colloquium of Arachnology (1-4 septembrie 1982, Nancy, Franța)  Arhivat în 11 octombrie 2008, la Wayback Machine.
- 8th European Colloquium of Arachnology (3-5 septembrie 1984, Moulis, Franța)  Arhivat în 11 octombrie 2008, la Wayback Machine.
- 9th European Colloquium of Arachnology (2-5 septembrie 1985, Bruxelles, Belgia)  Arhivat în 11 octombrie 2008, la Wayback Machine.
- 10th European Colloquium of Arachnology (29 iunie — 4 iulie 1987, Rennes, Franța)  Arhivat în 11 octombrie 2008, la Wayback Machine.
- 11th European Colloquium of Arachnology (28 august — 2 septembrie 1988, Berlin, Germania)  Arhivat în 12 februarie 2009, la Wayback Machine.
- 12th European Colloquium of Arachnology (2-4 iulie 1990, Paris, Franța  Arhivat în 11 octombrie 2008, la Wayback Machine.
- 13th European Colloquium of Arachnology (2-6 septembrie 1991, Neuchâtel, Elveția)  Arhivat în 11 octombrie 2008, la Wayback Machine.
- 14th European Colloquium of Arachnology (23-27 august 1993, Catania, Italia)  Arhivat în 11 octombrie 2008, la Wayback Machine.
- 15th European Colloquium of Arachnology (11-15 iulie 1994, Ceske Budejovice, Cehia)  Arhivat în 11 octombrie 2008, la Wayback Machine.  Arhivat în 11 octombrie 2008, la Wayback Machine.
- 16th European Colloquium of Arachnology (8-13 iulie 1996, Siedlce, Polonia)  Arhivat în 11 octombrie 2008, la Wayback Machine.
- 17th European Colloquium of Arachnology (14-18 iulie 1997, Edinburgh, Marea Britanie)  Arhivat în 11 octombrie 2008, la Wayback Machine.
- 18th European Colloquium of Arachnology (14-15 iulie 1999, Stará Lesná, Slovacia)  Arhivat în 11 octombrie 2008, la Wayback Machine.  Arhivat în 11 octombrie 2008, la Wayback Machine.
- 19th European Colloquium of Arachnology (16-23 iulie 2000, Aarhus, Danemarca)  Arhivat în 11 octombrie 2008, la Wayback Machine.
- 20th European Colloquium of Arachnology (22-26 iulie 2002, Szombathely, Ungaria)  Arhivat în 11 octombrie 2008, la Wayback Machine.
- 21st European Colloquium of Arachnology (4-9 august 2003, Sankt Petersburg, Rusia)  Arhivat în 6 martie 2012, la Wayback Machine.
- 22nd European Colloquium of Arachnology (1-6 august 2005, Blagoevgrad, Bulgaria)  Arhivat în 11 octombrie 2008, la Wayback Machine.
- 23rd European Colloquium of Arachnology (4-8 septembrie 2006, Sitges, Spania)  Arhivat în 5 septembrie 2008, la Wayback Machine.  Arhivat în 11 august 2011, la Wayback Machine.
- 24th European Congress of Arachnology (25-29 august 2008, Berna, Elveția)  Arhivat în 26 martie 2009, la Wayback Machine.
- 25th European Congress of Arachnology (16-21 august 2009, Alexandroupolis, Grecia) [nefuncțională]
- 26th European Congress of Arachnology (3-8 septembrie 2011, Midreshet Ben-Gurion, Israel)  Arhivat în 30 decembrie 2011, la Wayback Machine.
- 27th European Congress of Arachnology (2-7 septembrie 2012, Ljubljana, Slovenia)  Arhivat în 18 octombrie 2013, la Wayback Machine.

## Reviste arahnologice
- Acta Arachnologica — publicată de Societea Japoneză;
- Acta Arachnologica Sinica;
- Arachnologischen Mitteilungen — publicată de AraGes;
- Bulletin of the British Arachnological Society — publicată de BAS;
- Journal of Arachnology — publicată de AAS;
- Revista Ibérica de Aracnología — publicată de GIA;
- Revue Arachnologique;
- Turkish Journal of Arachnology — publicată de Societea din Turcia.